# Denis Fazlagic
Denis Fazlagic (født 7. juni 1992) er en kroatisk/dansk fodboldspiller, der spiller for FC Fredericia.

## Profil
Denis Fazlagic foretrukne position er på den højre fløj. 
Han har i en ung alder spillet mere end 50 kampe for Vejle Boldklub og bliver karakteriseret som en eksplosiv og alsidig spiller .
Fazlagic fik sin debut for Vejle Boldklub mod Kolding FC den 21. april 2011. Hans aftale med klubben løber frem til sommeren 2014 .